# Roger Marche
Roger Marche (5. marts 1924 - 1. november 1997) var en fransk fodboldspiller (venstre back).
Marche spillede i perioden 1947 til 1959 hele 63 kampe for Frankrigs landshold. Han var en del af landets trup til både VM 1954 i Schweiz, og VM 1958 i Sverige. På klubplan repræsenterede han først Reims og siden RC Paris.